# Айиртау (Улитауський район)
Айирта́у (каз. Айыртау) — село у складі Улитауського району Улитауської області Казахстану. Адміністративний центр сільського округу імені Мукана Іманжанова.
Населення — 34 особи (2021; 81 у 2009, 84 у 1999, 185 у 1989).
Національний склад станом на 1989 рік:
- казахи — 78 %.